# Distretto di Taocheng
Il distretto di Taocheng (桃城区S, Táochéng QūP) è un distretto della Cina, situato nella provincia di Hebei e amministrato dalla prefettura di Hengshui.